# Ждовля
Ждовля — деревня в Новосельском сельском поселении Сланцевского района Ленинградской области.

## История
Впервые упоминается в писцовых книгах Шелонской пятины 1571 года, как деревня Ждовли близ реки Руи — 4 обжи в Бельском погосте Новгородского уезда.
Затем, в Бельском погосте Новгородского уезда по переписи 1710 года упоминалось усадище Ждовли:

По скаски вдовы Огруфены казачьей Тимофеевской жены Загорского.
В усадище Ждовлях двор ее, а в нем живет она, вдова Огруфена, отроду ей пятдесят лет, у ней сын Тит пятнатцати, Василей десяти, Михайло трех лет, у ней же дочери Матрёна пятнатцати, Лукерья осми, Зиновия пяти лет. Итого в усадище Ждовлях один двор помещицкой. Людей в нем мужеска полу 3 человека, в том числе в лета: до 5 – 1, до 10 – 1, до 15 – 1. Женска полу 4 человека, в том числе в лета: до 5 – 1, до 10 – 1, до 15 – 1, до 50 один.

Как деревня Ждовля она обозначена на карте Санкт-Петербургской губернии Ф. Ф. Шуберта 1834 года.

ЛОЖИЩЕ или ЖДОВЛИ — деревня принадлежит господам Плешковым, число жителей по ревизии: 19 м. п., 18 ж. п. (1838 год)

ЖДОВЛА — деревня господина Плешкова, по просёлочной дороге, число дворов — 5, число душ — 20 м. п. (1856 год)

ЖДОВЛИ — деревня владельческая при колодце, число дворов — 7, число жителей: 21 м. п., 27 ж. п. (1862 год) 

В XIX — начале XX века деревня административно относилась к Выскатской волости 1-го земского участка 1-го стана Гдовского уезда Санкт-Петербургской губернии.
Согласно Памятной книжке Санкт-Петербургской губернии 1905 года деревня называлась Ждовли и входила в Кислинское сельское общество.

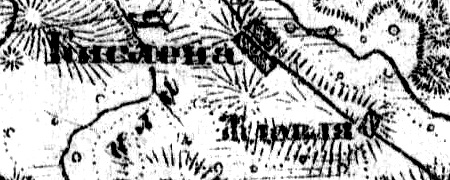
Деревня Ждовля на карте 1919 года

По данным 1933 года деревня называлась Ждовны и входила в состав Савиновщинского сельсовета Рудненского района.
По состоянию на 1 августа 1965 года деревня Ждовля входила в состав Новосельского сельсовета Кингисеппского района.
По данным 1973 и 1990 годов года деревня Ждовля входила в состав Новосельского сельсовета Сланцевского района.
В 1997 году в деревне Ждовля Новосельской волости проживали 8 человек, в 2002 году — 6 человек (все русские).
В 2007 году в деревне Ждовля Новосельского СП проживали 3 человека, в 2010 году — 15 человек.

## География
Деревня расположена в юго-восточной части района на автодороге 41К-020 (Сижно — Будилово — Осьмино).
Расстояние до административного центра поселения — 5 км.
Расстояние до ближайшей железнодорожной платформы Сланцы — 39 км.
Деревня находится на левом берегу реки Руя.

## Демография
| 1862 | 2007 | 2010 | 2017 |
| ---- | ---- | ---- | ---- |
| 48   | ↘3   | ↗15  | ↘5   |